# Fibra de alpaca
A fibra de Alpaca é uma fibra natural coletada de alpacas. pode ser leve ou pesada dependendo de como ele é tecida, e uma fibra suave, durável e de luxo. Embora semelhante à  lã de ovelhas, é mais quente, não espinhosa e não tem lanolina, o que a torna um material hipoalergênico. A fibra de alpaca é naturalmente repelente de água e difícil de inflamar. A Huacaya, uma alpaca que produz uma fibra esponjosa e macia, tem frisos naturalmente o que a torna num fio elástico adequado para tricô. A Suri tem muito menos friso e, portanto, é indicada para fabricação de tecidos. O designer Armani usou a fibra de alpaca Suri para ternos masculinos e femininos.

## História
As alpacas têm sido criadas na América do Sul há milhares de anos. As Vicuñas foram domesticadas e cruzadas com alpacas pela primeira vez pelas antigas tribos das montanhas andinas do Peru, Argentina, Chile e Bolívia. Os tecidos de Paracas de dois mil anos de idade supostamente incluem fibra de alpaca. Também conhecida como "A fibra dos Deuses", a Alpaca foi usada para fazer roupa para a realeza.

## Galeria

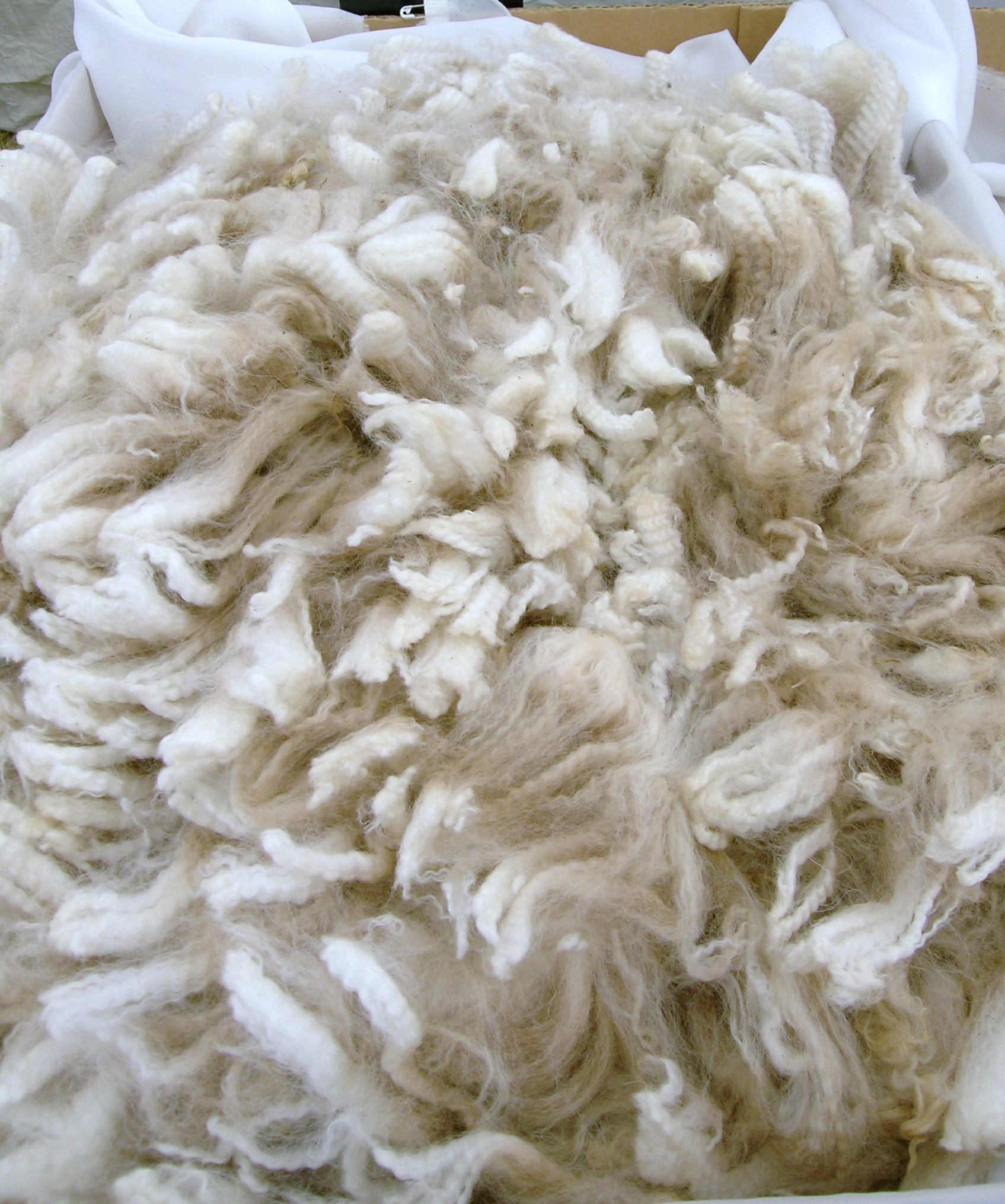
Lã de alpaca
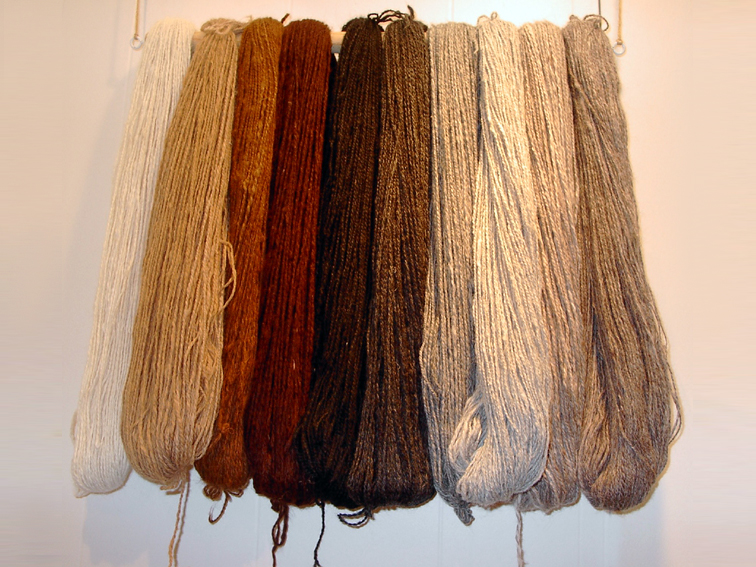
Fios tecidos
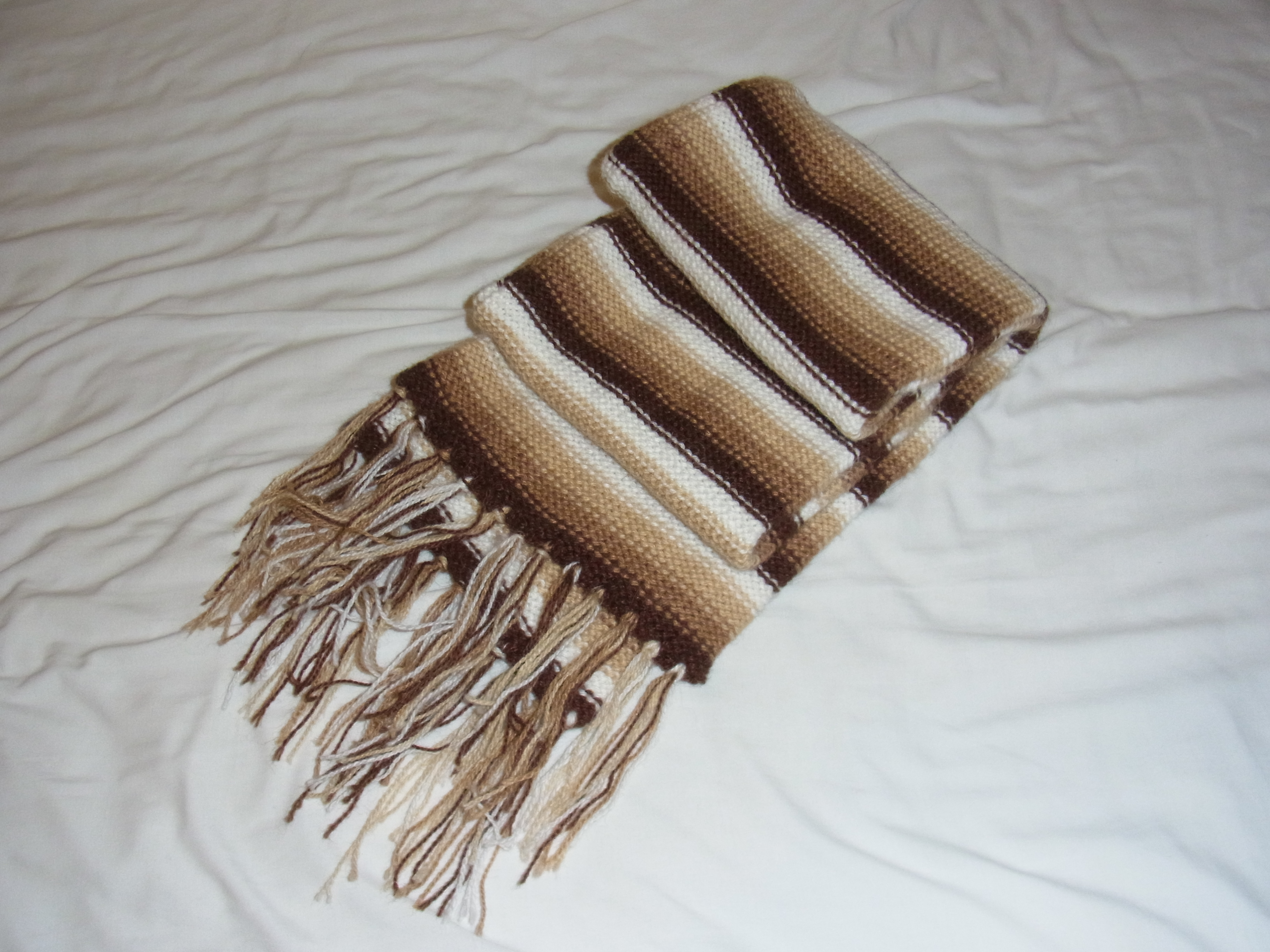
Echarpe tricotada
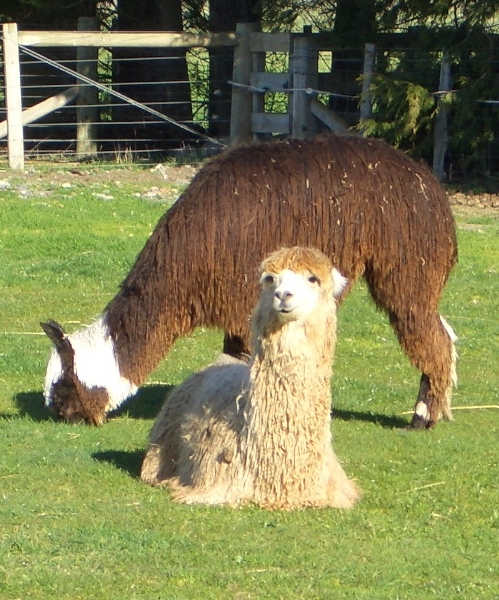
A alpaca Suri
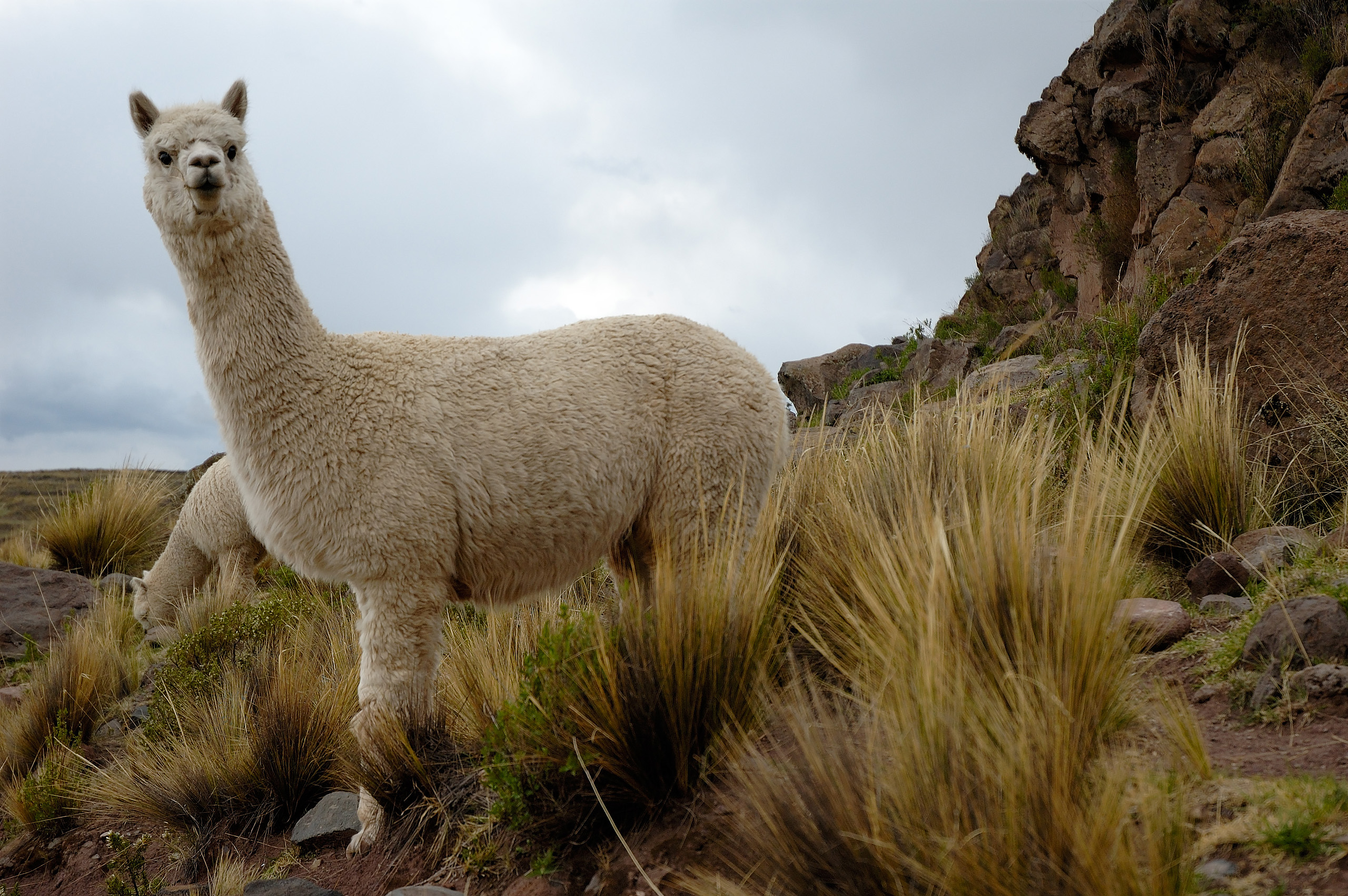
Um par de alpacas Huacaya